# Гололобый лангур
Гололобый лангур (лат. Presbytis frontata) или гололобый тонкотел — вид приматов из семейства мартышковых. Встречается в Индонезии, Малайзии и, возможно, в Брунее. Вид считается уязвимым ввиду разрушения среды обитания.

## Описание
Гололобые лангуры имеют длинный стреловидный хохолок, наклонённый вперёд. Шерсть серо-коричневая, на брюхе жёлто-коричневая. На лбу пятно светлой шерсти. Хвост жёлто-серый, конечности, хохолок, щёки и брови чёрные. Спереди на хохолке светлое пятно. Резцы узкие, моляры заострённые. Челюсть глубокая, морда короткая и широкая. Большой палец уменьшенного размера, передние конечности длиннее задних. Средний вес самца около 5,67 кг, самки 5,56 кг.
Существует два подвида, слегка отличающихся внешне:
- Presbytis frontata frontata — шерсть коричневая с тёмными конечностями, хвостом и макушкой. Щёки серые. Белое пятно на лбу треугольное.
- Presbytis frontata nudifrons — шерсть тёмно-серая, конечности и основание хвоста чёрные. Брюхо и хвост серо-коричневые, горло белое. Белое пятно на лбу квадратное, разделено вертикальной чёрной полосой.[4]

## Поведение
Дневные животные. В рационе преимущественно молодые листья, но также поедают фрукты и семена. Образуют группы от 10 до 15 особей. Селятся в равнинных лесах на высотах не более 300 метров над уровнем моря.
По земле передвигается на четырёх конечностях или скачками. Каждая группа защищает свою территорию при помощи громких звуков. В помёте один детёныш.

## Распространение
Эндемик Калимантана, где встречается во многих частях острова, как центральных, так и периферийных.

## Статус популяции
Международный союз охраны природы присвоил этому виду охранный статус «Уязвимый» (англ. Vulnerable), поскольку по состоянию на 2008 год популяция сократилась более, чем на 30 % за три поколения. Основные угрозы популяции — охота ради мяса и использования в народной медицине, а также разрушение среды обитания.